# Serie A2 2008-2009 (pallavolo femminile)
La Serie A2 italiana di pallavolo femminile 2008-2009 si è svolta dal 12 ottobre 2008 al 12 maggio 2009: al torneo hanno partecipato quattordici squadre di club italiane e la vittoria finale è andata per la seconda volta al River Volley.

## Regolamento
Le squadre hanno disputato un girone all'italiana, con gare di andata e ritorno, per un totale di ventisei giornate; al termine della regular season:
- La prima classificata è promossa in Serie A1.
- Le classificate dal secondo al nono posto hanno acceduto ai play-off promozione, strutturati in quarti di finale, semifinali, entrambe giocate al meglio di due vittorie su tre gare, e finale, giocata al meglio di tre vittorie su cinque gare: la vincitrice è promossa in Serie A1.
- L'ultima classificata è retrocessa in Serie B1.

## Squadre partecipanti
Delle sedici squadre aventi diritto a prendere parte al torneo per la stagione 2008-09 solo quattordici si sono iscritte. Il Forlì proveniva dalla Serie A1 2007-08, mentre Accademia Benevento, MC PietroCarnaghi Villa Cortese e Pallavolo Donoratico erano le neopromosse dalla B1. La quarta e la quinta neopromosse, l'Aics Forlì (che aveva venduto inizialmente il suo titolo a Ravenna, poi a sua volta renunciataria) e l'Azzurra Casette d'Ete di Sant'Elpidio a Mare, non iscrivendosi all'A2, avevano lasciato due posti vacanti. Ostiano, infine, inglobata dalla Cariparma SiGrade Parma, aveva ceduto i suoi diritti all'Acqua & Sapone Città di Aprilia.
| Accademia Benevento                       |
| ----------------------------------------- |
| Stagioni in Serie A2: 1                   |
| Campo di gioco: PalaTedeschi di Benevento |
| 2007-08: 1ª in B1; promossa in A2         |
| Allenatore: Antonio Carratù               |

| Acqua & Sapone Città di Aprilia                          |
| -------------------------------------------------------- |
| Stagioni in Serie A2: 1                                  |
| Campo di gioco: PalaLavinium di Pomezia, RM              |
| 2007-08: in B2; acquisisce i diritti sportivi di Ostiano |
| Allenatore: Luca Cristofani                              |

| All Fin CFL Volta Mantovana                      |
| ------------------------------------------------ |
| Stagioni in Serie A2: 3                          |
| Campo di gioco: PalaValle di Volta Mantovana, MN |
| 2007-08: 4ª in A2                                |
| Allenatore: Mauro Masacci                        |

| Brunelli Nocera Umbra                         |
| --------------------------------------------- |
| Stagioni in Serie A2: 3                       |
| Campo di gioco: Palasport di Nocera Umbra, PG |
| 2007-08: 9ª in A2                             |
| Allenatore: Mauro Marasciulo                  |

| Cariparma SiGrade Parma             |
| ----------------------------------- |
| Stagioni in Serie A2: 2             |
| Campo di gioco: PalaRaschi di Parma |
| 2007-08: 13ª in A2                  |
| Allenatore: Stefano Micoli          |

| Di.Ra.Lab. Roma                   |
| --------------------------------- |
| Stagioni in Serie A2: 18          |
| Campo di gioco: Palafonte di Roma |
| 2007-08: 7ª in A2                 |
| Allenatore: Lorenzo De Gregoriis  |

| Europea 92 Original Marines Milano |
| ---------------------------------- |
| Stagioni in Serie A2: 2            |
| Campo di gioco: Palalido di Milano |
| 2007-08: 3ª in A2                  |
| Allenatore: Bruno Napolitano       |

| Infotel Forlì                                      |
| -------------------------------------------------- |
| Stagioni in Serie A2: 5                            |
| Campo di gioco: PalaFiera di Forlì                 |
| 2007-08: 12ª in A1; retrocessa in A2               |
| Allenatori: Di Toma (1ª-8ª), Abbondanza (dalla 9ª) |

| Magic Pack Cremona                  |
| ----------------------------------- |
| Stagioni in Serie A2: 4             |
| Campo di gioco: PalaRadi di Cremona |
| 2007-08: 5ª in A2                   |
| Allenatore: Andrea Simoncelli       |

| MC PietroCarnaghi Villa Cortese                        |
| ------------------------------------------------------ |
| Stagioni in Serie A2: 1                                |
| Campo di gioco: PalaAurora di Vanzaghello, MI          |
| 2007-08: 1ª in B1; promossa in A2                      |
| Allenatori: Zanellati (1ª-21ª), Galimberti (dalla 22ª) |

| Pallavolo Donoratico Castagneto Carducci  |
| ----------------------------------------- |
| Stagioni in Serie A2: 1                   |
| Campo di gioco: PalaFalci di Piombino, LI |
| 2007-08: 1ª in B1, promossa in A2         |
| Allenatore: Alessandro Menicucci          |

| Rebecchi La Lupa Piacenza                 |
| ----------------------------------------- |
| Stagioni in Serie A2: 5                   |
| Campo di gioco: PalaFranzanti di Piacenza |
| 2007-08: 8ª in A2                         |
| Allenatore: Davide Baraldi                |

| Sea Urbino                                 |
| ------------------------------------------ |
| Stagioni in Serie A2: 6                    |
| Campo di gioco: PalaMondolce di Urbino, PU |
| 2007-08: 11ª in A2                         |
| Allenatore: Andrea Pistola                 |

| Volley San Vito dei Normanni                                 |
| ------------------------------------------------------------ |
| Stagioni in Serie A2: 2                                      |
| Campo di gioco: PalaMacchitella di San Vito dei Normanni, BR |
| 2007-08: 10ª in A2.                                          |
| Allenatore: Cosimo Lo Re                                     |

## Torneo

### Regular season

#### Risultati
| Prima giornata |                               |     |                                   |
|                |                               |     |                                   |
| 12-10          | Donoratico-Cremona            | 2-3 | 25-19, 21-25, 25-20, 20-25, 9-15  |
| 12-10          | Forlì-Benevento               | 3-0 | 25-15, 25-17, 25-19               |
| 13-10          | Milano-Aprilia                | 2-3 | 25-17, 25-19, 15-25, 22-25, 12-15 |
| 12-10          | Nocera Umbra-Parma            | 3-0 | 25-19, 25-20, 25-16               |
| 12-10          | Piacenza-San Vito             | 3-0 | 25-19, 25-13, 25-11               |
| 11-10          | Roma-Urbino                   | 3-1 | 25-22, 19-25, 25-15, 25-21        |
| 12-10          | Volta Mantovana-Villa Cortese | 0-3 | 20-25, 18-25, 16-25               |

| Seconda giornata |                        |     |                                   |
|                  |                        |     |                                   |
| 19-10            | Aprilia-Forlì          | 3-1 | 22-25, 29-27, 25-22, 25-19        |
| 19-10            | Benevento-Roma         | 2-3 | 16-25, 25-27, 25-16, 25-15, 10-15 |
| 19-10            | Cremona-Nocera Umbra   | 0-3 | 15-25, 17-25, 19-25               |
| 18-10            | Parma-Milano           | 1-3 | 18-25, 25-14, 21-25, 14-25        |
| 19-10            | San Vito-Donoratico    | 3-0 | 25-14, 25-23, 26-24               |
| 19-10            | Urbino-Volta Mantovana | 3-1 | 19-25, 25-19, 26-24, 25-18        |
| 19-10            | Villa Cortese-Piacenza | 2-3 | 22-25, 21-25, 25-23, 25-23, 13-15 |

| Terza giornata |                          |     |                                   |
|                |                          |     |                                   |
| 26-10          | Donoratico-Villa Cortese | 0-3 | 18-25, 23-25, 18-25               |
| 25-10          | Forlì-Urbino             | 3-2 | 25-19, 32-24, 13-25, 25-17, 15-12 |
| 26-10          | Milano-Cremona           | 3-0 | 25-19, 25-23, 25-20               |
| 26-10          | Nocera Umbra-Aprilia     | 3-2 | 18-25, 23-25, 25-19, 25-16, 15-13 |
| 25-10          | Piacenza-Benevento       | 3-0 | 25-19, 25-17, 25-11               |
| 26-10          | Roma-San Vito            | 3-2 | 25-23, 25-19, 21-25, 17-25, 15-11 |
| 26-10          | Volta Mantovana-Parma    | 3-0 | 25-15, 26-24, 25-18               |

| Quarta giornata |                       |     |                                  |
|                 |                       |     |                                  |
| 02-11           | Benevento-Parma       | 1-3 | 23-25, 28-26, 15-25, 14-25       |
| 01-11           | Cremona-Aprilia       | 3-1 | 18-25, 25-23, 25-16, 25-18       |
| 01-11           | Forlì-Volta Mantovana | 2-3 | 17-25, 25-22, 22-25, 26-24, 9-15 |
| 02-11           | Piacenza-Nocera Umbra | 2-3 | 25-18, 25-20, 16-25, 17-25, 8-15 |
| 02-11           | Roma-Donoratico       | 1-3 | 25-23, 19-25, 15-25, 20-25       |
| 02-11           | San Vito-Urbino       | 0-3 | 23-25, 23-25, 24-26              |
| 02-11           | Villa Cortese-Milano  | 1-3 | 21-25, 25-23, 23-25, 18-25       |

| Quinta giornata |                            |     |                                   |
|                 |                            |     |                                   |
| 09-11           | Aprilia-Benevento          | 3-2 | 23-25, 25-20, 17-25, 25-22, 15-8  |
| 09-11           | Donoratico-Forlì           | 3-1 | 25-19, 26-24, 15-25, 25-18        |
| 09-11           | Milano-Roma                | 3-0 | 25-11, 25-18, 25-16               |
| 09-11           | Nocera Umbra-Villa Cortese | 1-3 | 22-25, 25-14, 16-25, 23-25        |
| 09-11           | Parma-San Vito             | 3-0 | 25-19, 25-15, 25-18               |
| 09-11           | Urbino-Cremona             | 2-3 | 25-19, 24-26, 22-25, 25-22, 10-15 |
| 08-11           | Volta Mantovana-Piacenza   | 3-1 | 20-25, 25-22, 34-32, 25-21        |

| Sesta giornata |                            |     |                            |
|                |                            |     |                            |
| 16-11          | Benevento-Milano           | 0-3 | 17-25, 19-25, 21-25        |
| 16-11          | Donoratico-Volta Mantovana | 1-3 | 25-20, 19-25, 22-25, 17-25 |
| 15-11          | Forlì-Nocera Umbra         | 1-3 | 20-25, 19-25, 25-18, 18-25 |
| 15-11          | Piacenza-Cremona           | 3-0 | 25-16, 25-20, 25-11        |
| 16-11          | Roma-Parma                 | 0-3 | 15-25, 18-25, 22-25        |
| 15-11          | San Vito-Aprilia           | 3-1 | 25-17, 1-25, 25-22, 25-16  |
| 16-11          | Villa Cortese-Urbino       | 3-0 | 25-21, 25-21, 25-21        |

| Settima giornata |                        |     |                                   |
|                  |                        |     |                                   |
| 23-11            | Aprilia-Villa Cortese  | 0-3 | 21-25, 21-25, 22-25               |
| 23-11            | Cremona-San Vito       | 3-2 | 21-25, 25-22, 21-25, 25-18, 15-13 |
| 23-11            | Milano-Donoratico      | 3-0 | 25-20, 25-19, 25-20               |
| 23-11            | Nocera Umbra-Benevento | 3-1 | 23-25, 25-21, 25-22, 25-23        |
| 22-11            | Parma-Forlì            | 3-0 | 25-13, 25-22, 25-17               |
| 23-11            | Urbino-Piacenza        | 3-0 | 25-19, 25-18, 25-15               |
| 22-11            | Volta Mantovana-Roma   | 2-3 | 21-25, 23-25, 25-19, 25-23, 9-15  |

| Ottava giornata |                           |     |                                   |
|                 |                           |     |                                   |
| 29-11           | Benevento-Volta Mantovana | 2-3 | 25-21, 25-21, 20-25, 24-26, 9-15  |
| 30-11           | Donoratico-Parma          | 1-3 | 24-26, 20-25, 25-13, 28-30        |
| 30-11           | Piacenza-Milano           | 3-0 | 25-21, 25-17, 25-17               |
| 30-11           | Roma-Cremona              | 3-0 | 25-20, 30-28, 25-14               |
| 30-11           | San Vito-Nocera Umbra     | 0-3 | 21-25, 22-25, 23-25               |
| 30-11           | Urbino-Aprilia            | 2-3 | 26-24, 23-25, 23-25, 25-16, 10-15 |
| 30-11           | Villa Cortese-Forlì       | 3-0 | 25-17, 25-18, 25-20               |

| Nona giornata |                          |     |                                   |
|               |                          |     |                                   |
| 07-12         | Aprilia-Piacenza         | 3-1 | 27-25, 25-23, 16-25, 25-16        |
| 07-12         | Cremona-Benevento        | 3-1 | 25-18, 24-26, 25-23, 25-18        |
| 06-12         | Forlì-Roma               | 3-1 | 25-23, 25-23, 23-25, 25-15        |
| 06-12         | Milano-Urbino            | 3-0 | 25-19, 25-20, 25-19               |
| 07-12         | Nocera Umbra-Donoratico  | 3-1 | 17-25, 25-21, 25-21, 27-25        |
| 07-12         | Parma-Villa Cortese      | 3-0 | 25-21, 25-15, 25-19               |
| 07-12         | Volta Mantovana-San Vito | 2-3 | 17-25, 25-19, 26-28, 25-22, 13-15 |

| Decima giornata |                         |     |                            |
|                 |                         |     |                            |
| 14-12           | Aprilia-Volta Mantovana | 3-1 | 21-25, 25-14, 25-18, 25-21 |
| 14-12           | Benevento-Donoratico    | 3-1 | 25-19, 23-25, 25-21, 25-17 |
| 13-12           | Cremona-Forlì           | 3-0 | 25-15, 25-21, 25-17        |
| 13-12           | Piacenza-Parma          | 3-1 | 25-16, 25-23, 20-25, 25-20 |
| 14-12           | San Vito-Milano         | 3-1 | 25-21, 20-25, 25-23, 25-23 |
| 14-12           | Urbino-Nocera Umbra     | 3-0 | 25-20, 25-23, 25-20        |
| 14-12           | Villa Cortese-Roma      | 3-0 | 25-22, 25-20, 25-23        |

| Undicesima giornata |                         |     |                                   |
|                     |                         |     |                                   |
| 21-12               | Donoratico-Urbino       | 1-3 | 23-25, 25-22, 21-25, 18-25        |
| 20-12               | Forlì-San Vito          | 3-1 | 21-25, 25-18, 26-24, 25-20        |
| 21-12               | Nocera Umbra-Milano     | 2-3 | 13-25, 25-15, 24-26, 25-21, 14-16 |
| 21-12               | Parma-Aprilia           | 3-0 | 25-19, 25-20, 25-16               |
| 21-12               | Roma-Piacenza           | 0-3 | 22-25, 18-25, 22-25               |
| 21-12               | Villa Cortese-Benevento | 3-1 | 25-19, 20-25, 25-23, 25-16        |
| 21-12               | Volta Mantovana-Cremona | 3-1 | 25-23, 23-25, 25-15, 25-21        |

| Dodicesima giornata |                        |     |                                   |
|                     |                        |     |                                   |
| 26-12               | Aprilia-Donoratico     | 3-2 | 25-21, 20-25, 21-25, 25-12, 15-10 |
| 27-12               | Cremona-Villa Cortese  | 3-2 | 25-21, 25-27, 24-26, 25-23, 15-11 |
| 26-12               | Milano-Volta Mantovana | 1-3 | 17-25, 25-18, 22-25, 18-25        |
| 26-12               | Nocera Umbra-Roma      | 3-0 | 25-21, 25-14, 25-22               |
| 26-12               | Piacenza-Forlì         | 3-1 | 25-21, 23-25, 25-17, 25-11        |
| 26-12               | San Vito-Benevento     | 3-1 | 25-20, 27-25, 12-25, 25-19        |
| 26-12               | Urbino-Parma           | 2-3 | 21-25, 27-29, 25-15, 25-21, 9-15  |

| Tredicesima giornata |                              |     |                                   |
|                      |                              |     |                                   |
| 6-01                 | Benevento-Urbino             | 2-3 | 24-26, 25-13, 26-24, 25-27, 12-15 |
| 6-01                 | Donoratico-Piacenza          | 1-3 | 22-25, 20-25, 26-24, 22-25        |
| 5-01                 | Forlì-Milano                 | 0-3 | 14-25, 16-25, 21-25               |
| 7-01                 | Parma-Cremona                | 3-1 | 25-16, 25-19, 19-25, 25-15        |
| 6-01                 | Roma-Aprilia                 | 3-0 | 25-17, 25-21, 25-16               |
| 6-01                 | Villa Cortese-San Vito       | 2-3 | 23-25, 25-15, 24-26, 25-16, 18-20 |
| 6-01                 | Volta Mantovana-Nocera Umbra | 3-1 | 20-25, 25-14, 25-20, 25-22        |

| Quattordicesima giornata |                               |     |                                   |
|                          |                               |     |                                   |
| 11-01                    | Aprilia-Milano                | 1-3 | 26-28, 21-25, 25-21, 23-25        |
| 11-01                    | Benevento-Forlì               | 3-2 | 17-25, 20-25, 25-22, 25-22, 15-12 |
| 10-01                    | Cremona-Donoratico            | 3-0 | 25-19, 26-24, 25-15               |
| 11-01                    | Parma-Nocera Umbra            | 3-0 | 25-20, 25-18, 25-15               |
| 11-01                    | San Vito-Piacenza             | 0-3 | 18-25, 27-29, 17-25               |
| 11-01                    | Urbino-Roma                   | 3-1 | 25-6, 18-25, 25-19, 25-18         |
| 11-01                    | Villa Cortese-Volta Mantovana | 3-2 | 25-18, 16-25, 22-25, 25-20, 15-13 |

| Quindicesima giornata |                        |     |                                   |
|                       |                        |     |                                   |
| 18-01                 | Donoratico-San Vito    | 1-3 | 28-26, 22-25, 19-25, 17-25        |
| 17-01                 | Forlì-Aprilia          | 3-2 | 17-25, 23-25, 25-21, 25-20, 15-13 |
| 18-01                 | Milano-Parma           | 3-1 | 21-25, 25-23, 25-16, 26-24        |
| 18-01                 | Nocera Umbra-Cremona   | 3-0 | 25-17, 25-12, 25-20               |
| 18-01                 | Piacenza-Villa Cortese | 3-1 | 25-13, 22-25, 25-17, 25-21        |
| 18-01                 | Roma-Benevento         | 3-1 | 27-25, 25-21, 15-25, 25-22        |
| 18-01                 | Volta Mantovana-Urbino | 3-2 | 26-24, 30-32, 14-25, 25-22, 15-9  |

| Sedicesima giornata |                          |     |                                   |
|                     |                          |     |                                   |
| 25-01               | Aprilia-Nocera Umbra     | 1-3 | 17-25, 25-19, 23-25, 27-29        |
| 25-01               | Benevento-Piacenza       | 1-3 | 25-27, 24-26, 26-24, 23-25        |
| 25-01               | Cremona-Milano           | 3-2 | 25-22, 31-33, 25-19, 20-25, 18-16 |
| 25-01               | Parma-Volta Mantovana    | 3-0 | 25-15, 25-19, 25-17               |
| 25-01               | San Vito-Roma            | 3-1 | 25-15, 24-26, 25-18, 25-21        |
| 25-01               | Urbino-Forlì             | 3-1 | 25-15, 25-23, 23-25, 25-21        |
| 25-01               | Villa Cortese-Donoratico | 3-1 | 25-21, 22-25, 25-14, 25-21        |

| Diciassettesima giornata |                       |     |                                  |
|                          |                       |     |                                  |
| 01-02                    | Aprilia-Cremona       | 1-3 | 25-23, 19-25, 18-25, 10-25       |
| 01-02                    | Donoratico-Roma       | 3-0 | 25-22, 25-21, 25-19              |
| 01-02                    | Milano-Villa Cortese  | 3-0 | 25-23, 29-27, 25-19              |
| 01-02                    | Nocera Umbra-Piacenza | 1-3 | 21-25, 21-25, 25-20, 22-25       |
| 01-02                    | Parma-Benevento       | 3-2 | 20-25, 20-25, 25-16, 25-19, 15-5 |
| 31-01                    | Urbino-San Vito       | 3-1 | 25-15, 28-26, 22-25, 25-15       |
| 01-02                    | Volta Mantovana-Forlì | 3-0 | 25-21, 25-23, 25-23              |

| Diciottesima giornata |                            |     |                                   |
|                       |                            |     |                                   |
| 08-02                 | Benevento-Aprilia          | 0-3 | 20-25, 23-25, 23-25               |
| 07-02                 | Cremona-Urbino             | 3-1 | 25-16, 25-16, 22-25, 25-21        |
| 07-02                 | Forlì-Donoratico           | 3-1 | 25-17, 23-25, 25-20, 25-16        |
| 08-02                 | Piacenza-Volta Mantovana   | 3-0 | 25-15, 25-12, 25-23               |
| 08-02                 | Roma-Milano                | 3-1 | 25-21. 25-19, 23-25, 25-14        |
| 08-02                 | San Vito-Parma             | 3-2 | 25-18, 22-25, 18-25, 25-22, 15-12 |
| 08-02                 | Villa Cortese-Nocera Umbra | 3-0 | 25-21, 26-24, 25-15               |

| Diciannovesima giornata |                            |     |                                   |
|                         |                            |     |                                   |
| 15-02                   | Aprilia-San Vito           | 3-2 | 25-21, 25-20, 24-26, 15-25, 15-9  |
| 14-02                   | Cremona-Piacenza           | 0-3 | 21-25, 26-28, 19-25               |
| 15-02                   | Milano-Benevento           | 3-1 | 25-23, 25-20, 18-25, 25-18        |
| 15-02                   | Nocera Umbra-Forlì         | 3-0 | 25-7, 25-18, 25-22                |
| 15-02                   | Parma-Roma                 | 3-0 | 25-19, 25-20, 25-12               |
| 15-02                   | Urbino-Villa Cortese       | 1-3 | 19-25, 23-25, 25-21, 23-25        |
| 15-02                   | Volta Mantovana-Donoratico | 2-3 | 19-25, 29-27, 25-21, 18-25, 13-15 |

| Ventesima giornata |                        |     |                                   |
|                    |                        |     |                                   |
| 22-02              | Benevento-Nocera Umbra | 0-3 | 21-25, 19-25, 23-25               |
| 22-02              | Donoratico-Milano      | 3-1 | 25-21, 19-25, 25-21, 25-21        |
| 21-02              | Forlì-Parma            | 1-3 | 19-25, 25-21, 20-25, 22-25        |
| 22-02              | Piacenza-Urbino        | 3-0 | 25-20, 25-23, 25-17               |
| 22-02              | Roma-Volta Mantovana   | 1-3 | 25-15, 23-25, 22-25, 21-25        |
| 22-02              | San Vito-Cremona       | 1-3 | 25-27, 23-25, 25-19, 16-25        |
| 22-02              | Villa Cortese-Aprilia  | 3-2 | 25-20, 22-25, 25-20, 20-25, 15-13 |

| Ventunesima giornata |                           |     |                                  |
|                      |                           |     |                                  |
| 01-03                | Aprilia-Urbino            | 3-1 | 19-25, 25-22, 25-15, 25-18       |
| 01-03                | Cremona-Roma              | 3-0 | 25-18, 25-19, 25-14              |
| 28-02                | Forlì-Villa Cortese       | 2-3 | 17-25, 25-22, 22-25, 26-24, 9-15 |
| 28-02                | Milano-Piacenza           | 1-3 | 23-25, 27-29, 25-21, 20-25       |
| 01-03                | Nocera Umbra-San Vito     | 3-0 | 26-24, 25-18, 25-20              |
| 01-03                | Parma-Donoratico          | 3-1 | 25-13, 25-21, 23-25, 26-24       |
| 01-03                | Volta Mantovana-Benevento | 3-0 | 25-19, 25-23, 25-20              |

| Ventiduesima giornata |                          |     |                                   |
|                       |                          |     |                                   |
| 08-03                 | Benevento-Cremona        | 3-1 | 25-22, 25-11, 17-25, 25-21        |
| 08-03                 | Donoratico-Nocera Umbra  | 2-3 | 20-25, 25-19, 33-31, 16-25, 10-15 |
| 08-03                 | Piacenza-Aprilia         | 3-1 | 25-15, 25-21, 23-25, 25-20        |
| 08-03                 | Roma-Forlì               | 3-1 | 25-23, 23-25, 26-24, 25-17        |
| 08-03                 | San Vito-Volta Mantovana | 3-0 | 25-18, 25-17, 26-24               |
| 08-03                 | Urbino-Milano            | 3-1 | 26-24, 25-18, 17-25, 26-24        |
| 08-03                 | Villa Cortese-Parma      | 3-0 | 25-15, 25-22, 25-18               |

| Ventitreesima giornata |                         |     |                                   |
|                        |                         |     |                                   |
| 15-03                  | Donoratico-Benevento    | 3-1 | 25-21, 25-17, 16-25, 25-23        |
| 14-03                  | Forlì-Cremona           | 3-0 | 25-23, 25-21, 25-19               |
| 16-03                  | Milano-San Vito         | 3-0 | 25-20, 25-20, 25-20               |
| 15-03                  | Nocera Umbra-Urbino     | 3-0 | 25-22, 30-28, 25-17               |
| 15-03                  | Parma-Piacenza          | 1-3 | 12-25, 25-20, 24-26, 17-25        |
| 15-03                  | Roma-Villa Cortese      | 0-3 | 23-25, 23-25, 20-25               |
| 15-03                  | Volta Mantovana-Aprilia | 2-3 | 18-25, 25-18, 16-25, 25-19, 14-16 |

| Ventiquattresima giornata |                         |     |                                   |
|                           |                         |     |                                   |
| 29-03                     | Aprilia-Parma           | 1-3 | 26-24, 21-25, 22-25, 12-25        |
| 29-03                     | Benevento-Villa Cortese | 1-3 | 28-30, 23-25, 25-23, 22-25        |
| 29-03                     | Cremona-Volta Mantovana | 3-1 | 25-20, 22-25, 25-15, 25-12        |
| 30-03                     | Milano-Nocera Umbra     | 3-2 | 25-23, 21-25, 26-24, 23-25, 15-13 |
| 29-03                     | Piacenza-Roma           | 3-0 | 25-15, 25-12, 25-12               |
| 29-03                     | San Vito-Forlì          | 3-0 | 25-21, 25-13, 25-20               |
| 29-03                     | Urbino-Donoratico       | 1-3 | 20-25, 21-25, 25-21, 15-25        |

| Venticinquesima giornata |                        |     |                                   |
|                          |                        |     |                                   |
| 5-04                     | Benevento-San Vito     | 1-3 | 24-26, 25-19, 18-25, 20-25        |
| 5-04                     | Donoratico-Aprilia     | 3-2 | 18-25, 25-22, 25-18, 23-25, 15-7  |
| 5-04                     | Forlì-Piacenza         | 0-3 | 19-25, 24-26, 23-25               |
| 5-04                     | Parma-Urbino           | 3-0 | 25-17, 25-21, 25-22               |
| 5-04                     | Roma-Nocera Umbra      | 0-3 | 18-25, 22-25, 20-25               |
| 5-04                     | Villa Cortese-Cremona  | 3-1 | 25-18, 29-27, 19-25, 25-13        |
| 5-04                     | Volta Mantovana-Milano | 2-3 | 25-21, 21-25, 26-24, 20-25, 15-17 |

| Ventiseiesima giornata |                              |     |                            |
|                        |                              |     |                            |
| 11-04                  | Aprilia-Roma                 | 3-1 | 26-24, 26-24, 23-25, 25-23 |
| 11-04                  | Cremona-Parma                | 1-3 | 26-28, 27-25, 23-25, 22-25 |
| 11-04                  | Milano-Forlì                 | 3-0 | 25-23, 25-18, 27-25        |
| 11-04                  | Nocera Umbra-Volta Mantovana | 3-1 | 25-20, 25-14, 28-30, 25-19 |
| 11-04                  | Piacenza-Donoratico          | 3-1 | 25-19, 26-28, 25-13, 26-24 |
| 11-04                  | San Vito-Villa Cortese       | 1-3 | 22-25, 20-25, 25-14, 10-25 |
| 11-04                  | Urbino-Benevento             | 3-0 | 25-15, 25-19, 25-17        |

#### Classifica
| Pos. | Squadra                            | Pt | G  | V  | P  | SV | SP |
| ---- | ---------------------------------- | -- | -- | -- | -- | -- | -- |
| 1.   | Rebecchi La Lupa Piacenza          | 66 | 26 | 22 | 4  | 70 | 24 |
| 2.   | MC PietroCarnaghi Villa Cortese    | 57 | 26 | 19 | 7  | 65 | 34 |
| 3.   | Brunelli Nocera Umbra              | 53 | 26 | 18 | 8  | 61 | 35 |
| 4.   | Cariparma SiGrade Parma            | 53 | 26 | 18 | 8  | 60 | 35 |
| 5.   | Europea 92 Original Marines Milano | 50 | 26 | 17 | 9  | 61 | 38 |
| 6.   | All Fin CFL Volta Mantovana        | 39 | 26 | 12 | 14 | 52 | 54 |
| 7.   | Magic Pack Cremona                 | 37 | 26 | 14 | 12 | 47 | 52 |
| 8.   | Sea Urbino                         | 37 | 26 | 11 | 15 | 48 | 53 |
| 9.   | Volley San Vito dei Normanni       | 36 | 26 | 12 | 14 | 46 | 54 |
| 10.  | Acqua & Sapone Città di Aprilia    | 34 | 26 | 12 | 14 | 51 | 59 |
| 11.  | Pallavolo Donoratico               | 25 | 26 | 8  | 18 | 41 | 63 |
| 12.  | Di.Ra.Lab. Roma                    | 24 | 26 | 9  | 17 | 33 | 61 |
| 13.  | Infotel Forlì                      | 22 | 26 | 7  | 19 | 34 | 64 |
| 14.  | Accademia Benevento                | 13 | 26 | 3  | 23 | 30 | 73 |

| Promossa in Serie A1 | Ammesse ai play-off promozione | Retrocessa in Serie B1 |

### Play-off promozione

#### Tabellone
|  | Quarti di finale | Quarti di finale      | Quarti di finale | Quarti di finale | Quarti di finale |        |                 | Semifinali    | Semifinali | Semifinali | Semifinali | Semifinali |  |  | Finale | Finale        | Finale | Finale | Finale | Finale | Finale |
|  |                  |                       |                  |                  |                  |        |                 |               |            |            |            |            |  |  |        |               |        |        |        |        |        |
|  | 2                | Villa Cortese         | 3                | 0                | 3                |        |                 |               |            |            |            |            |  |  |        |               |        |        |        |        |        |
|  | 9                | San Vito dei Normanni | 0                | 3                | 0                |        |                 |               |            |            |            |            |  |  |        |               |        |        |        |        |        |
|  | 9                | San Vito dei Normanni | 0                | 3                | 0                |        | 2               | Villa Cortese | 1          | 3          | 3          |            |  |  |        |               |        |        |        |        |        |
|  |                  |                       |                  |                  |                  |        | 2               | Villa Cortese | 1          | 3          | 3          |            |  |  |        |               |        |        |        |        |        |
|  |                  | 5                     | Milano           | 3                | 0                | 1      |                 |               |            |            |            |            |  |  |        |               |        |        |        |        |        |
|  | 6                | 5                     | Milano           | 3                | 0                | 1      | Volta Mantovana | 1             | 1          |            |            |            |  |  |        |               |        |        |        |        |        |
|  | 6                |                       |                  |                  |                  |        | Volta Mantovana | 1             | 1          |            |            |            |  |  |        |               |        |        |        |        |        |
|  | 5                | Milano                | 3                | 3                |                  |        |                 |               |            |            |            |            |  |  |        |               |        |        |        |        |        |
|  |                  |                       |                  |                  |                  |        |                 |               |            |            |            |            |  |  | 2      | Villa Cortese | 3      | 3      | 3      |        |        |
|  |                  |                       | 3                | Nocera Umbra     | 2                | 2      | 1               |               |            |            |            |            |  |  |        |               |        |        |        |        |        |
|  | 4                | Parma                 | 3                | 3                |                  |        |                 |               |            |            |            |            |  |  |        |               |        |        |        |        |        |
|  | 7                | Cremona               | 1                | 1                |                  |        |                 |               |            |            |            |            |  |  |        |               |        |        |        |        |        |
|  | 7                | Cremona               | 1                | 1                |                  | 4      | Parma           | 2             | 1          |            |            |            |  |  |        |               |        |        |        |        |        |
|  |                  |                       |                  |                  |                  | 4      | Parma           | 2             | 1          |            |            |            |  |  |        |               |        |        |        |        |        |
|  |                  | 3                     | Nocera Umbra     | 3                | 3                |        |                 |               |            |            |            |            |  |  |        |               |        |        |        |        |        |
|  | 8                | 3                     | Nocera Umbra     | 3                | 3                | Urbino | 0               | 0             |            |            |            |            |  |  |        |               |        |        |        |        |        |
|  | 8                |                       |                  |                  |                  | Urbino | 0               | 0             |            |            |            |            |  |  |        |               |        |        |        |        |        |
|  | 3                | Nocera Umbra          | 3                | 3                |                  |        |                 |               |            |            |            |            |  |  |        |               |        |        |        |        |        |

#### Risultati
| Quarti di finale |                        |     |                            |
|                  |                        |     |                            |
| 15-04            | Milano-Volta Mantovana | 3-1 | 17-25, 25-20, 25-19, 25-12 |
| 15-04            | Nocera Umbra-Urbino    | 3-0 | 26-24, 26-24, 25-23        |
| 15-04            | Parma-Cremona          | 3-1 | 25-23, 25-17, 24-26, 25-22 |
| 15-04            | Villa Cortese-San Vito | 3-0 | 25-19, 25-18, 29-27        |

| 18-04 | Cremona-Parma          | 1-3 | 25-20, 21-25, 19-25, 15-25 |
| 19-04 | San Vito-Villa Cortese | 3-0 | 25-23, 29-27, 25-20        |
| 19-04 | Urbino-Nocera Umbra    | 0-3 | 18-25, 14-25, 28-30        |
| 19-04 | Volta Mantovana-Milano | 1-3 | 22-25, 26-24, 20-25, 23-25 |

| 22-04 | Villa Cortese-San Vito | 3-0 | 25-23, 25-22, 25-20 |

| Semifinali |                      |     |                                   |
|            |                      |     |                                   |
| 25-04      | Villa Cortese-Milano | 1-3 | 21-25, 25-18, 19-25, 19-25        |
| 26-04      | Nocera Umbra-Parma   | 3-2 | 25-15, 25-20, 20-25, 22-25, 17-15 |

| 29-04 | Milano-Villa Cortese | 0-3 | 19-25, 24-26, 21-25        |
| 29-04 | Parma-Nocera Umbra   | 1-3 | 21-25, 25-17, 24-26, 15-25 |

| 02-05 | Villa Cortese-Milano | 3-1 | 25-21, 25-19, 19-25, 25-17 |

| Finali |                            |     |                                   |
|        |                            |     |                                   |
| 06-05  | Villa Cortese-Nocera Umbra | 3-2 | 22-25, 25-17, 20-25, 26-24, 15-11 |
| 09-05  | Nocera Umbra-Villa Cortese | 2-3 | 23-25, 25-27, 25-15, 33-31, 12-15 |
| 12-05  | Villa Cortese-Nocera Umbra | 3-1 | 25-22, 25-22, 28-30, 26-24        |

## Statistiche

### Classifica di rendimento individuale
| Pos. |                      | Pt  | Squadra             |
| ---- | -------------------- | --- | ------------------- |
| 1.   | Kenny Moreno         | 709 | Aprilia             |
| 2.   | Tatyana Voronina     | 539 | Accademia Benevento |
| 3.   | Georgina Pinedo      | 516 | San Vito            |
| 4.   | Andrea Conti         | 456 | Parma               |
| 5.   | Elena Garcia Marquez | 438 | Donoratico          |
| 6.   | Vania Beccaria       | 435 | Life Milano         |
| 7.   | Liesbet Vindevoghel  | 425 | Brunelli            |
| 8.   | Sonja Percan         | 422 | Forlì               |
| 9.   | Elena Koleva         | 411 | River               |
| 10.  | Alessandra Fratoni   | 317 | Volta               |